# 哈伯兵鯰
哈伯兵鯰，為輻鰭魚綱鯰形目美鯰科的其中一種，為熱帶淡水魚。分布於南美洲奧里諾科河上游流域盆地，體長可達2公分，最大可達到3.5公分，可忍受pH为5.5-8温度为25-27℃、硬度为2°-25°dh的水，棲息在底層水域，生活習性不明，可做為觀賞魚。

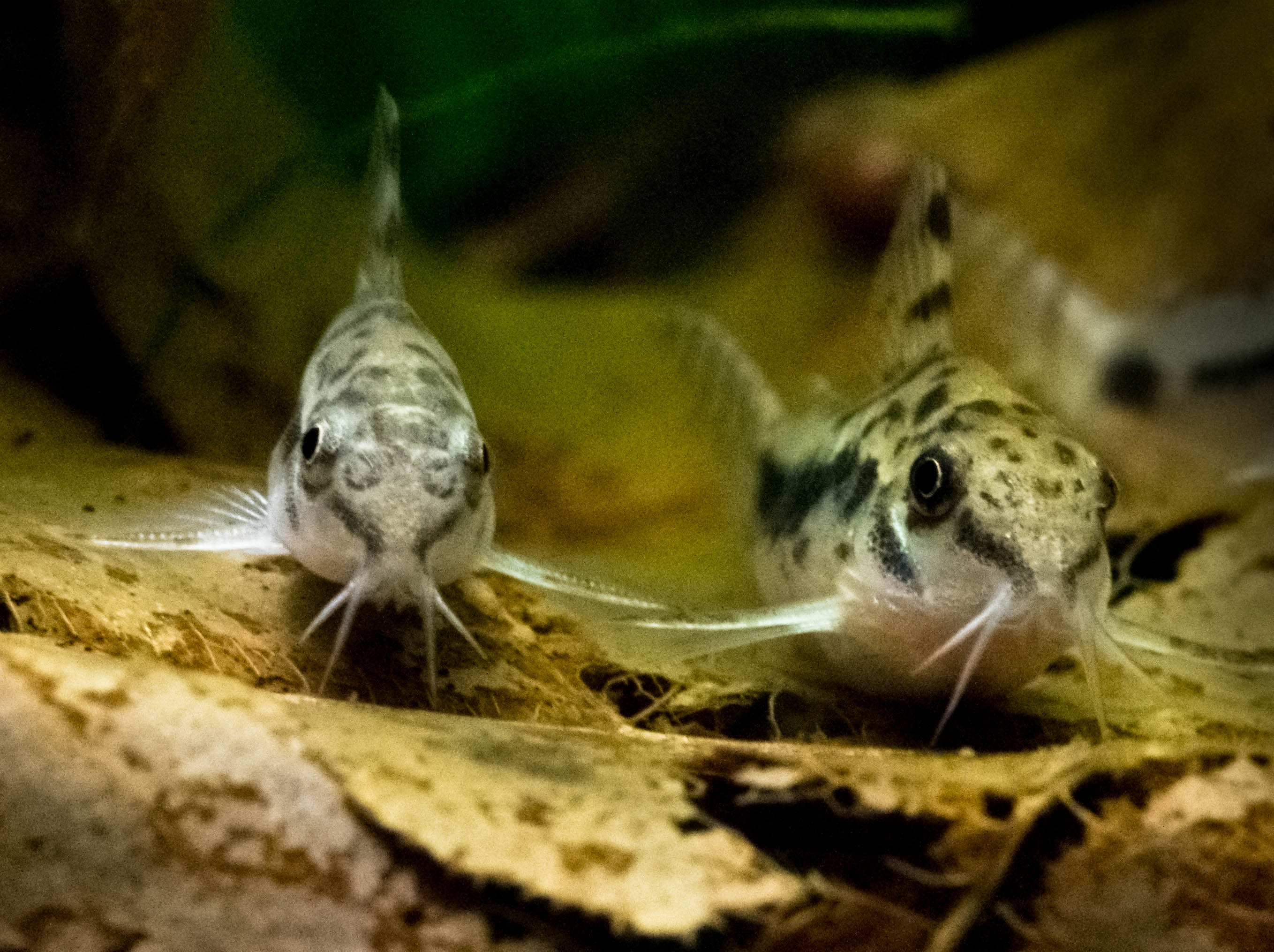
两条 哈伯兵鲶 ——左侧为雄性, 右侧为雌性

## 野外环境中的哈伯兵鲶
该鱼的栖息环境多为其他物种需要季节性迁徙的季节性湿地和冲积平原。这种小型的兵鲶由于无法长距离迁移常被困在由于干旱不断衰减的水洼中。因此，该物种具备忍耐干旱的能力。由于该鱼所处的环境中往往有大量的落叶和植物，在水洼干涸时时往往会有足以使其移动一定范围的遮蔽。然而，由于该鱼缺少类似于攀鲈亚目的复杂器官，目前对于它们的移动方式尚无定论
哈伯兵鲶一般栖息于河流底部，但偶尔会浮到水面换气。其食物主要包括植物、水生甲壳类、蠕虫以及昆虫。

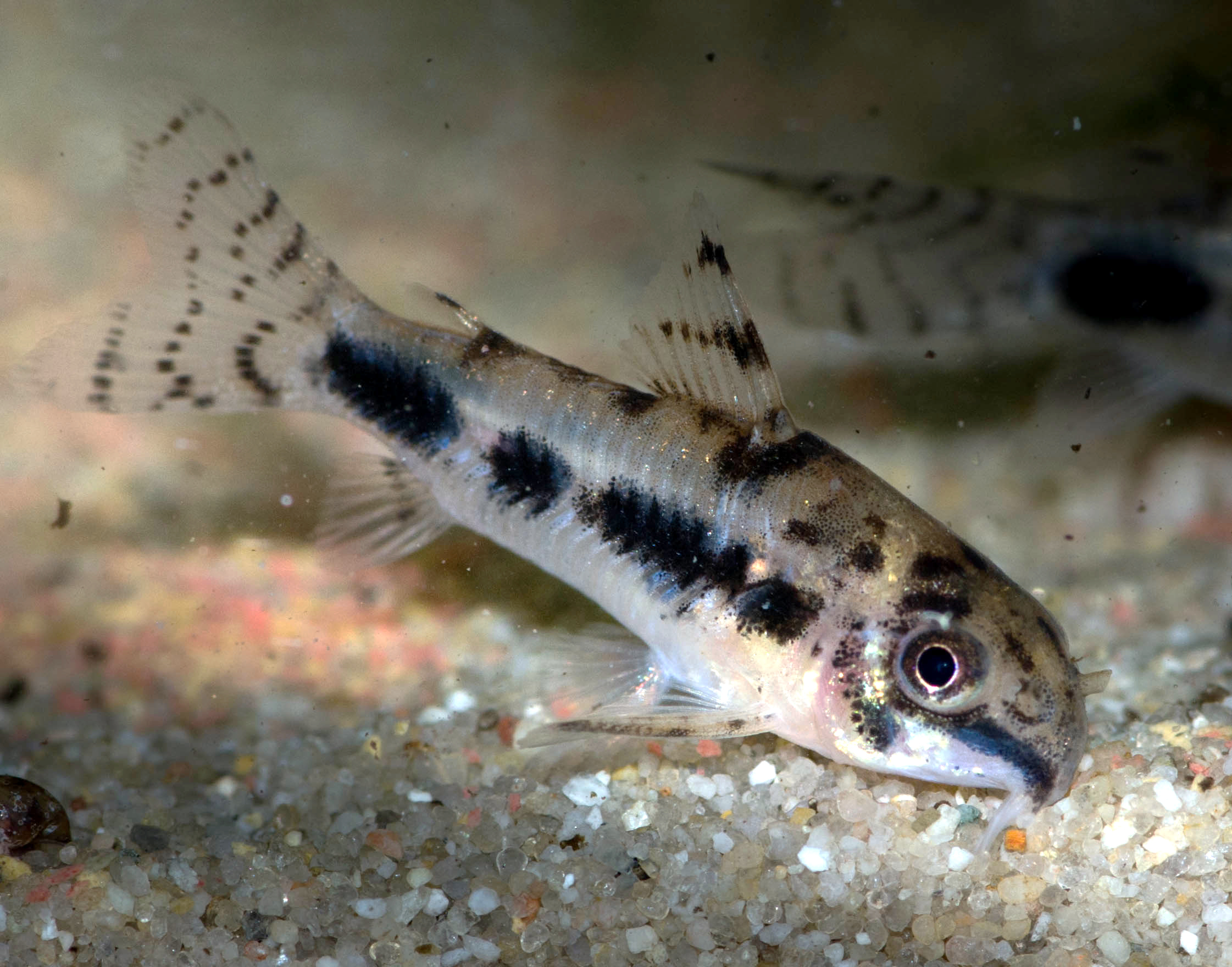
一条雄性 哈伯兵鲶

## 人工饲养环境中的哈伯兵鲶
该鱼性格温和，因此可在混养水族箱中同多种小型鱼类混养。同水族箱中至少要有6条其他鱼类，要达到理想效果则要有10条。水族箱需要大于53升。
市面上大部分饲料均可用于饲养哈伯兵鲶，但其进食量较大，因而饲养者应当投喂充足的饲料。
该鱼在人工养殖环境下鲜少繁殖。有养殖者报告称大量换冷水可刺激其繁殖。注意该鱼的繁殖有明显的特征：雄鱼将会贴着雌鱼游动，在有复数条雄鱼的情况下它们将会包围雌鱼并快速游动。雌鱼会将肉眼可见的鱼卵置于其腹鳍之下。雌鱼接下来会通过触摸雄鱼鱼肚的方式来确定其配偶，随后选择一处合适的地点放置其鱼卵，一般会在叶片之下，有时也会在水族箱玻璃或是装饰品上。鱼卵极少被放置在叶片之上或是靠近水面的位置。授精的雄鱼将会在孵化的过程中阻止其他雄鱼向雌鱼授精。根据水温不同，卵孵化需要3-6天，新生的幼鱼会立刻寻找食物，此时饲养者应当投喂精磨的饲料

## 扩展阅读
維基物種上的相關：哈伯兵鯰